# 許塞爾冰磧
許塞爾冰磧（英語：Schussel Moraine）是南極洲的冰磧，位於毛德皇后地的阿斯特里德公主海岸，屬於沃爾塔特山脈中洪堡山脈的一部分，由德國探險隊發現和繪入地圖，現時由南極條約體系管理。